# ابیکناکموی
ابیکناکموی (به انگلیسی: Abbeyknockmoy) در ایرلند است که در کوناکت واقع شده‌است.